# Африканские цихлиды
Африканские цихлиды — рыбы из семейства Цихловых, обитающие в Великих Африканских Озёрах. Наиболее изучены рыбы из озёр Виктория, Малави и Танганьика. Всего в 

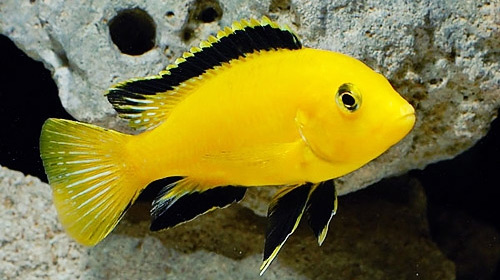
африканская цихлида

Великих Африканских озёрах насчитывается более 3000 видов цихловых, занимающих все доступные рыбам экологические ниши. Все они имеют общего предка, причём их дивергенция произошла довольно быстро (за 10 млн лет). Только в озере Виктория обитает 200 видов этих рыб. Такое разнообразие кажется удивительным, если учесть, что возраст самого озера составляет около 400 000 лет и что для видообразования, как правило, нужна длительная изоляция одних популяций от других, а в озёрах это практически невозможно. Озеро Малави находится на высоте 474 метров над уровнем моря, площадь составляет почти 31 000 км², оно протекает по территории трех государств Африки. В озере обитает 500 видов цихлид. Цихлиды этого озера делятся на две группы mbuna и utaka и различаются между собой по морфологическим особенностям и пищевому пристрастию. Многие африканские цихлиды инкубируют икру во рту.

## История
Британские палеонтологи обнаружили, что цихлиды заняли свои современные места обитания гораздо позже, чем Гондвана разделилась на Африку, Южную Америку, Индию и Австралию. Это значит, в какой-то момент своей истории этим пресноводным рыбам пришлось преодолевать соленые моря. Исследование опубликовано в журнале Proceedings of the Royal Society B, кратко о нем пишет ScienceNow.
Выводы авторов базируются на двух линиях аргументации. Во-первых, ученые систематизировали все существующие палеонтологические находки предков цихлид и сравнили их с тем, насколько часто удается обнаружить окаменелости других рыб. Самые древние отпечатки цихлид датируются 45 миллионами лет назад. Если бы подобные рыбы существовали еще до разделения Гондваны (135 миллионов лет назад), то отсутствие их в палеонтологической летописи можно было бы объяснить только резким падением вероятности обнаружения в 10-30 раз.
Во-вторых, ученые секвенировали 10 специфичных для цихлид генов у их 89 современных потомков. Сравнение последовательностей позволило установить время расхождения группы в 57-65 миллионов лет назад, что вдвое меньше, чем время, прошедшее с момента распада Гондваны.
По словам исследователей, это говорит о том, что наиболее популярная гипотеза расселения цихлид скорее всего не верна. Эта гипотеза утверждает, что предки животных попали на разные континенты южного полушария пассивно — в результате распада Гондваны. Если это не так, то предки цихлид должны были преодолеть значительные расстояния сквозь соленые воды перед тем, как попасть в нынешние места обитания. Все цихлиды являются пресноводными рыбами, но в пользу этой экзотической гипотезы может выступать тот факт, что некоторые из них, например тилапия, могут выдерживать и солоноватые воды.
Цихлиды являются модельным объектом для многих эволюционных исследований. Недавно на них было показано, что для образования новых видов не обязательно разделение экологических ниш. Иногда видобразование может объясняться возникновением у разных самок разных субъективных предпочтений.